# 東羌
東羌，又寫為東羗，或稱羌戎、羌胡，中國東漢時居住在朔方、北地、上郡、五原、西河等郡的羌人。居住在隴西、金城一帶的羌人則被稱為西羌。東羌臣服在漢朝與南匈奴之下，在歷史上的記錄較少。

## 概論
東羌記載出現於《後漢書》與《資治通鑑》，但文獻中沒有清楚說明他們的來源，只知依照地域有東羌與西羌的區別。在東漢末年，羌人起義，反抗漢朝，東羌與西羌曾經合作。
漢靈帝初期，竇太后臨朝，張奐主張招撫東羌，段熲主張強硬政策。169年（東漢建寧二年），东羌为段颎击灭。
據元朝胡三省《資治通鑑》註，東羌指居住在安定、北地、上郡、西河四郡的羌人。

## 現代研究
中華人民共和國學者黄烈認為，東羌是被東漢遷徙到金城塞之內的羌人。
中華人民共和國學者馬長壽認為，在東漢三輔之中，原有長期世居的羌人，來源記載不詳。在西漢時，隨匈奴內附，內遷到中國的羌人，被稱為羌胡。再加上東漢朝時，朝廷由隴西遷入的羌人，這三支羌人被合稱為東羌。